# Унтервац
Унтервац (нім. Untervaz) — громада  в Швейцарії в кантоні Граубюнден, регіон Ландкварт.

## Географія
Громада розташована на відстані близько 160 км на схід від Берна, 9 км на північ від Кура.
Унтервац має площу 27,7 км², з яких на 6% дозволяється будівництво (житлове та будівництво доріг), 39,2% використовуються в сільськогосподарських цілях, 45,5% зайнято лісами, 9,3% не є продуктивними (річки, льодовики або гори).

## Демографія
2019 року в громаді мешкало 2521 особа (+6% порівняно з 2010 роком), іноземців було 10,5%. Густота населення становила 91 осіб/км².
За віковим діапазоном населення розподілялося таким чином: 21,9% — особи молодші 20 років, 62,4% — особи у віці 20—64 років, 15,8% — особи у віці 65 років та старші. Було 1068 помешкань (у середньому 2,3 особи в помешканні).
Із загальної кількості 737 працюючих 97 було зайнятих в первинному секторі, 315 — в обробній промисловості, 325 — в галузі послуг.